# 4363 Sergej
4363 Sergej este un asteroid din centura principală, descoperit pe 2 octombrie 1978 de Liudmila Juravliova.